# Джаггер, Джорджия Мэй
Джо́рджия Мэй Аи́ша Джа́ггер (англ. Georgia May Ayeesha Jagger; род. 12 января 1992, Вестминстер, Лондон, Великобритания) — британская модель и дизайнер.

## Юность
Джаггер родилась в больнице Портленда в Лондоне, в семье американской супермодели, Джерри Холл, и вокалиста группы Rolling Stones, Мика Джаггера. У нее есть сестра и два брата, Элизабет, Джеймс и Габриэль, а также несколько единокровных братьев и сестер: Карис, Джейд, Лукас и Деверо. Она жила недалеко от Ричмонд-парка, а осенью 2010 года переехала в Нью-Йорк.

## Карьера
В 2008 году Джаггер подписала контракт с модельным агентством Independent Models, а в настоящее время представлена агентством TESS Model Management. 
Она дебютировала в качестве модели на показе Chanel Resort 2011, который закрыла. Джаггер участвовала в показах таких модных брендов, как Томми Хилфигер, Balmain, Вивьен Вествуд, Miu Miu, Соня Рикель, Тьерри Мюглер, Marchesa, Versace, Fendi, Том Форд , Rag & Bone, Изабель Маран и Louis Vuitton.
В 2009 году Джаггер победила в номинации Модель года на премии Fashion Awards .В том же году она заключила контракт с британской косметической фирмой Rimmel. Джаггер являлась лицом бренда Hudson Jeans с 2009 по 2013 год, а также аромата Тьерри Мюглер, Angel.
В 2014 году она стала лицом международной кампании немецкого ювелирного концерна Thomas Sabo’s Glam & Soul and Karma Beads ladies' collections. Основой кампании был короткий фильм, снятый фотографом Эллен фон Унверт.
Джаггер принимала участие в церемонии закрытия Летних Олимпийских Игр 2012 года вместе с Кейт Мосс, Наоми Кэмпбелл и Лили Дональдсон, представляющих британскую моду.
Она создавала коллекции совместно с Volcom и Mulberry.